# Premio Puskás

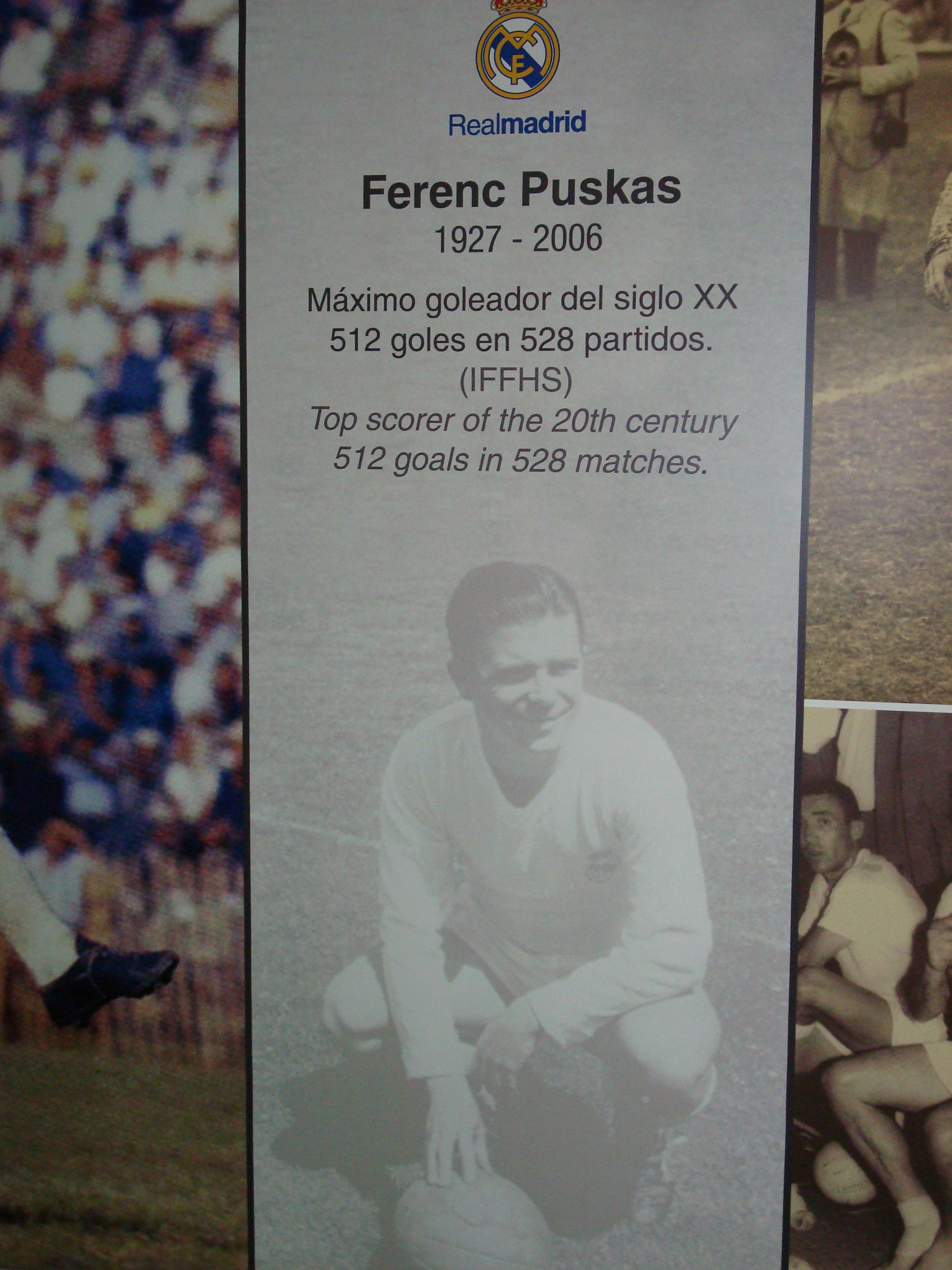
Ferenc Puskás, el máximo goleador del nombrado por FIFA.

El Premio Puskás de la FIFA se concede al autor del mejor gol anotado durante la temporada de fútbol profesional. Fue creado en honor y en memoria de Ferenc Puskás, capitán y estrella de la selección de fútbol de Hungría.
Este premio fue instaurado en la temporada 2008/2009 y su primer ganador fue Cristiano Ronaldo, por el gol que marcó contra el Fútbol Club Oporto en el partido de vuelta de los cuartos de final de la Liga de Campeones de la UEFA.

## Criterios
Los criterios que se siguen para determinar el gol ganador son los siguientes:
1. El estético (criterios subjetivos: disparo lejano, acción colectiva, gol acrobático, etc.).
2. La importancia del partido (criterio objetivo: por orden decreciente, selecciones nacionales absolutas, torneos continentales y campeonatos de primera división).
3. La ausencia del factor suerte o de un error cometido por el otro equipo que haya facilitado la consecución del gol.
4. El juego limpio: el jugador no debe haberse comportado mal durante el partido(faltas de respeto hacia árbitros,jugadores) o haber sido declarado culpable de dopaje, por ejemplo.

## Ganadores
| 2008-09 |                   |              |                   |               |           |                                          |                     |
| Pos.    | Jugador           | Nacionalidad | Equipo            | Oponente      | Resultado | Competición                              | Porcentaje de Votos |
| 1.º     | Cristiano Ronaldo | Portugal     | Manchester United | Porto         | 1–0       | Cuartos de final de la Liga de Campeones | 17.68%              |
| 2.º     | Andrés Iniesta    | España       | Barcelona         | Chelsea       | 1–1       | Semifinal de la Liga de Campeones        | 15.64%              |
| 3.º     | Grafite           | Brasil       | Wolfsburg         | Bayern Múnich | 5–1       | 1. Bundesliga                            | 13.39%              |

| 2009-10 |                          |              |          |            |           |                                  |                     |
| Pos.    | Jugador                  | Nacionalidad | Equipo   | Oponente   | Resultado | Competición                      | Porcentaje de Votos |
| 1.º     | Hamit Altıntop           | Turquía      | Turquía  | Kazajistán | 2–0       | Clasificación a la Eurocopa 2012 | 40.55%              |
| 2.º     | Linus Hallenius          | Suecia       | Hammarby | Syrianska  | 2–0       | Superettan 2010                  | 13.23%              |
| 3.º     | Giovanni van Bronckhorst | Países Bajos | Holanda  | Uruguay    | 1–0       | Semifinales del Mundial 2010     | 10.61%              |

| 2010-11 |              |              |                   |                 |           |                                       |                     |
| Pos.    | Jugador      | Nacionalidad | Equipo            | Oponente        | Resultado | Competición                           | Porcentaje de Votos |
| 1.º     | Neymar       | Brasil       | Santos            | Flamengo        | 4–5       | Campeonato Brasileño de Serie A       | 17.68%              |
| 2.º     | Wayne Rooney | Inglaterra   | Manchester United | Manchester City | 2–1       | Premier League                        | 15.64%              |
| 3.º     | Lionel Messi | Argentina    | Barcelona         | Arsenal         | 3-1       | Octavos de final de Liga de Campeones | 13.39%              |

| 2011-12 |                |              |                    |                 |           |                                        |                     |
| Pos.    | Jugador        | Nacionalidad | Equipo             | Oponente        | Resultado | Competición                            | Porcentaje de Votos |
| 1.º     | Miroslav Stoch | Eslovaquia   | Fenerbahçe         | Genclerbirligi  | 6-1       | SuperLiga de Turquía                   | 78%                 |
| 2.º     | Radamel Falcao | Colombia     | Atlético de Madrid | América de Cali | 1-2       | Amistoso internacional                 | 15%                 |
| 3.º     | Neymar         | Brasil       | Santos             | Internacional   | 3-1       | Fase de grupos de la Copa Libertadores | 7%                  |

| 2012-13 |                    |              |         |            |           |                                           |                     |
| Pos.    | Jugador            | Nacionalidad | Equipo  | Oponente   | Resultado | Competición                               | Porcentaje de Votos |
| 1.º     | Zlatan Ibrahimović | Suecia       | Suecia  | Inglaterra | 4-2       | Amistoso internacional                    | 48.7%               |
| 2.º     | Nemanja Matić      | Serbia       | Benfica | Porto      | 2-2       | Primeira Liga                             | 30.8%               |
| 3.º     | Neymar             | Brasil       | Brasil  | Japón      | 3-0       | Fase de grupos de la Copa Confederaciones | 20.5%               |

| 2013-14 |                  |              |                 |                |           |                                     |                     |
| Pos.    | Jugador          | Nacionalidad | Equipo          | Oponente       | Resultado | Competición                         | Porcentaje de Votos |
| 1.º     | James Rodríguez  | Colombia     | Colombia        | Uruguay        | 2-0       | Octavos de final del Mundial 2014   | 42%                 |
| 2.º     | Stephanie Roche  | Irlanda      | Peamount United | Wexford Youths | 1-0       | Bus Eireann National League 2013-14 | 33%                 |
| 3.º     | Robin van Persie | Países Bajos | Países Bajos    | España         | 5-1       | Fase de grupos del Mundial 2014     | 11%                 |

| 2014-15 |                     |              |           |                     |           |                                        |                     |
| Pos.    | Jugador             | Nacionalidad | Equipo    | Oponente            | Resultado | Competición                            | Porcentaje de Votos |
| 1.º     | Wendell Lira        | Brasil       | Goianésia | Atlético Goianiense | 2–1       | Campeonato Goiano 2015                 | 46,7%               |
| 2.º     | Lionel Messi        | Argentina    | Barcelona | Athletic Club       | 3–1       | Final de la Copa del Rey               | 33,3%               |
| 3.º     | Alessandro Florenzi | Italia       | Roma      | Barcelona           | 1–1       | Fase de grupos de la Liga de Campeones | 7,1%                |

| 2015-16 |                    |              |                               |                              |           |                                         |                     |
| Pos.    | Jugador            | Nacionalidad | Equipo                        | Oponente                     | Resultado | Competición                             | Porcentaje de Votos |
| 1.º     | Mohd Faiz Subri    | Malasia      | Pulau Pinang                  | Pahang                       | 4–1       | Superliga de Malasia                    | 59,46%              |
| 2.º     | Johnath Marlone    | Brasil       | Corinthians                   | Cobresal                     | 3–0       | Copa Libertadores                       | 22,86%              |
| 3.º     | Daniuska Rodríguez | Venezuela    | Selección Sub-17 de Venezuela | Selección Sub-17 de Colombia | 4–0       | Campeonato Sudamericano Femenino Sub-17 | 10,01%              |

| 2016-17 |                   |              |                               |                             |           |                              |                     |
| Pos.    | Jugador           | Nacionalidad | Equipo                        | Oponente                    | Resultado | Competición                  | Porcentaje de Votos |
| 1.º     | Olivier Giroud    | Francia      | Arsenal                       | Crystal Palace              | 2–0       | Premier League               | 37.17%              |
| 2.º     | Oscarine Masuluke | Sudáfrica    | Baroka                        | Orlando Pirates             | 1–1       | Premier Soccer League        | 27.48%              |
| 3.º     | Deyna Castellanos | Venezuela    | Selección Sub-17 de Venezuela | Selección Sub-17 de Camerún | 2–1       | Copa Mundial Femenina Sub-17 | 20.47%              |

| 2017-18 |                        |              |                |                 |           |                                          |                     |
| Pos.    | Jugador                | Nacionalidad | Equipo         | Oponente        | Resultado | Competición                              | Porcentaje de Votos |
| 1.º     | Mohamed Salah          | Egipto       | Liverpool FC   | Everton FC      | 2–0       | Premier League                           | 38%                 |
| 2.º     | Cristiano Ronaldo      | Portugal     | Real Madrid CF | Juventus FC     | 3–0       | Cuartos de final de la Liga de Campeones | 22%                 |
| 3.º     | Giorgian De Arrascaeta | Uruguay      | Cruzeiro EC    | América Mineiro | 3–1       | Campeonato Brasileño de Serie A          | 17%                 |

| 2018-19 |                        |              |               |                |           |                                |                     |
| Pos.    | Jugador                | Nacionalidad | Equipo        | Oponente       | Resultado | Competición                    | Porcentaje de Votos |
| 1.º     | Daniel Zsori           | Rumania      | Debreceni VSC | Ferencváros TC | 2–1       | Primera División de Hungría    |                     |
| 2.º     | Lionel Messi           | Argentina    | FC Barcelona  | Real Betis     | 4–1       | Primera División de España     |                     |
| 3.º     | Juan Fernando Quintero | Colombia     | River Plate   | Racing Club    | 2–0       | Campeonato de Primera División |                     |

| 2019-20 |                        |               |                   |              |           |                                 |                     |
| Pos.    | Jugador                | Nacionalidad  | Equipo            | Oponente     | Resultado | Competición                     | Porcentaje de Votos |
| 1.º     | Son Heung-min          | Corea del Sur | Tottenham Hotspur | Burnley FC   | 5–0       | Premier League                  |                     |
| 2.º     | Luis Suárez            | Uruguay       | FC Barcelona      | RCD Mallorca | 4–1       | Primera División de España      |                     |
| 3.º     | Giorgian De Arrascaeta | Uruguay       | Flamengo          | Ceará        | 3–0       | Campeonato Brasileño de Serie A |                     |

| 2020-21 |               |                 |                   |            |           |                   |                     |
| Pos.    | Jugador       | Nacionalidad    | Equipo            | Oponente   | Resultado | Competición       | Porcentaje de Votos |
| 1.º     | Erik Lamela   | Argentina       | Tottenham Hotspur | Arsenal FC | 1–0       | Premier League    |                     |
| 2.º     | Mehdi Taremi  | Irán            | FC Oporto         | Chelsea FC | 1–0       | Liga de Campeones |                     |
| 3.º     | Patrik Schick | República Checa | República Checa   | Escocia    | 2–0       | Eurocopa          |                     |

| 2021-22 |               |              |                       |                        |           |                            |                     |
| Pos.    | Jugador       | Nacionalidad | Equipo                | Oponente               | Resultado | Competición                | Porcentaje de Votos |
| 1.º     | Marcin Oleksy | Polonia      | Warta Poznań          | Stal Rzeszów           | 1–0       | PZU Amp Futbol Ekstraklasa |                     |
| 2.º     | Dimitri Payet | Francia      | Olympique de Marsella | PAOK de Salónica F. C. | 2–0       | Liga Europa Conferencia    |                     |
| 3.º     | Richarlison   | Brasil       | Brasil                | Serbia                 | 2–0       | Copa Mundial de Fútbol     |                     |

| 2022-23 |                   |              |                           |                    |           |                |                     |
| Pos.    | Jugador           | Nacionalidad | Equipo                    | Oponente           | Resultado | Competición    | Porcentaje de Votos |
| 1.º     | Guilherme Madruga | Brasil       | Botafogo-SP               | Novorizontino      | 1–0       | Serie B        |                     |
| 2.º     | Nuno Santos       | Portugal     | Sporting CP               | Boavista FC        | 1–0       | Primeira Liga  |                     |
| 3.º     | Julio Enciso      | Paraguay     | Brighton & Hove Albion FC | Manchester City FC | 1–1       | Premier League |                     |

| 2023-24 |                    |              |                   |              |           |                |       |
| Pos.    | Jugador            | Nacionalidad | Equipo            | Oponente     | Resultado | Competición    | Votos |
| 1.º     | Alejandro Garnacho | Argentina    | Manchester United | Everton F.C  | 3-0       | Premier League | 26    |
| 2.º     | Yassine Benzia     | Argelia      | Argelia           | Sudáfrica    | 3–3       | FIFA Series    | 22    |
| 3.º     | Denis Omedi        | Uganda       | KCCA F. C.        | Kitara F. C. | 1–1       | Liga Premier   | 16    |